# Marià de Sabater i de Vilanova
Marià de Sabater i de Vilanova (1757, Cervera) fou marquès de Campmany i deixeble de Francesc Dorca. Escrigué «Noticias históricas de la fidelísima ciudad de Cervera»; «Breve resumen de la historia del Sto. misterio
de Cervera»; i «Converses tingudes entre dos honrats pagesos calalans anomenats lo un Jaume, y lo altre Antón; sobre los punts més importants de la actual defensa de Cataluña» (tercera reimpressió, Solsona per Sagimon Bou i Baranera, 1813). Els punts
que es tracten són els següents: 1. De les despeses de la guerra de Catalunya i de la utilitat de donar comptes d'ells, 2. De l'armament general de Catalunya. 3. De la necessitat d'aquest armament abans que vinguin els gavatxos o francesos de València. 4. D'alguns desordres sobre Bagatges, i, sobre el socors que donen els pobles a les tropes. 5. del veritable patriotisme. 6. De tot interessa a tots el fer un bon nomenament de diputats a Corts.